# Kamikaze
Pour les articles homonymes, voir Kamikaze (homonymie).
Le kamikaze ou kamikazé[réf. nécessaire] (神風, officiellement : tokubetsu kōgeki-tai (特別攻撃隊, "escouade d'offensive spéciale")) est d'abord un pilote de l'aéronavale ou de l'armée de l'air japonaise qui effectuait une mission-suicide pendant la guerre du Pacifique.
L'appellation fut élargie ensuite à d'autres unités de la marine (vedettes, torpilles humaines, etc) ou de l'armée, par exemple pour les détachements antichar.
Il avait pour objectif d'écraser son avion sur un navire de la marine américaine ou de ses alliés. C'était une tactique militaire d'auto-explosion (technique du jibaku) pour remédier au manque d'effectif militaire et de carburant pour avion; elle consistait à faire exploser une charge contre la cible pour l'endommager au maximum.
Par extension, en Occident, ce terme sert à désigner quiconque, par exemple un terroriste, qui sacrifie sa vie volontairement dans un attentat-suicide. Là s'arrête la comparaison car le kamikaze japonais ne s'attaque qu'à des cibles militaires, souvent puissamment armées, et uniquement en temps de guerre. Le terroriste, lui, frappe en tout temps et en tout lieu des victimes civiles le plus souvent sans défense. Plus largement encore et de manière métaphorique, il peut désigner une personne qui se sacrifie, ou du moins qui se met délibérément en grand danger à un niveau personnel, professionnel ou autre.
Lors de la guerre d'Ukraine, les médias ont employé l'expression « drone kamikaze » pour désigner les aéronefs sans pilotes utilisés par l'armée russe contre certaines villes ukrainiennes. La charge explosive est à demeure dans le drone télécommandé qui s'écrase sur sa cible.

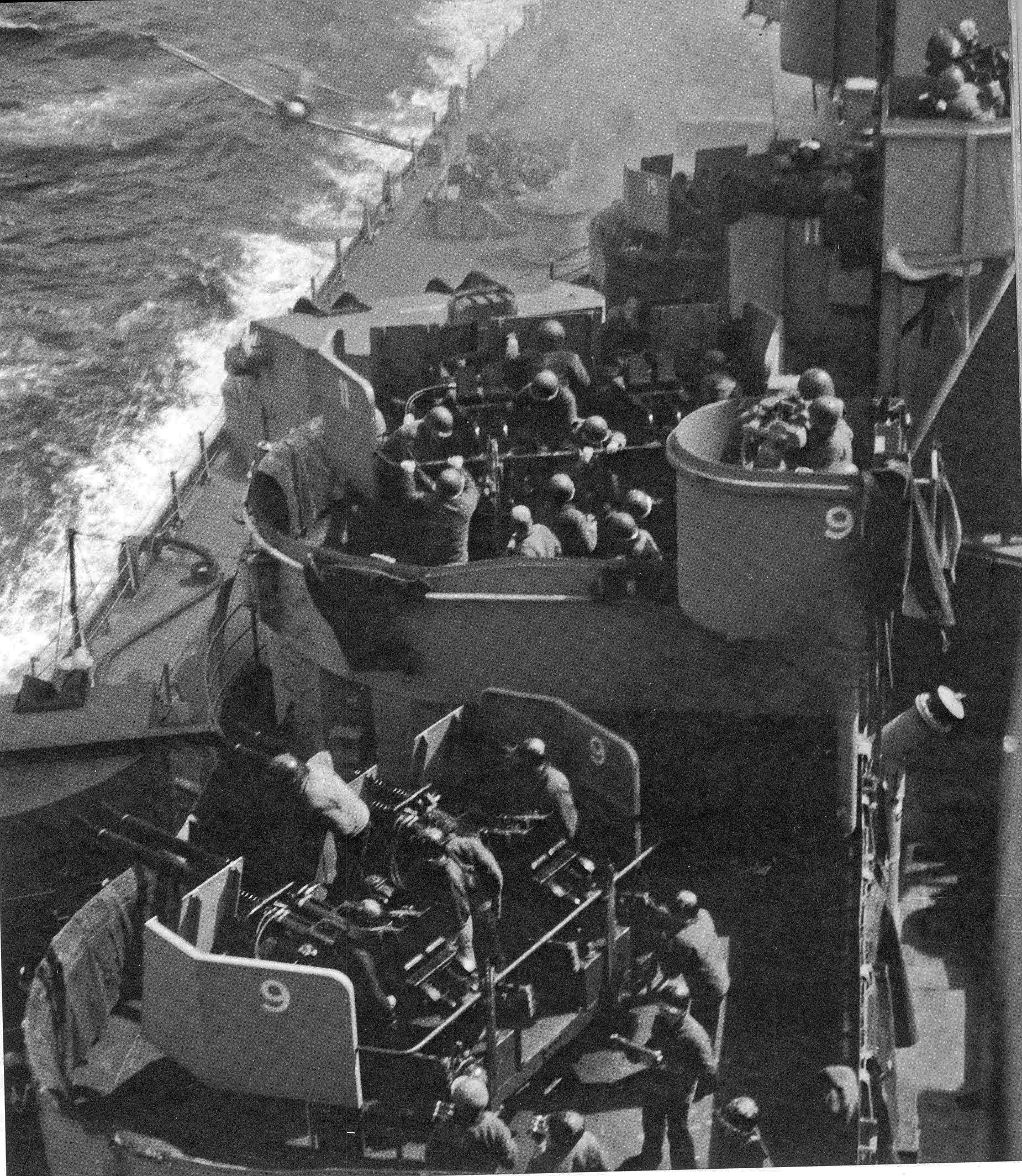
Photo d'un Mitsubishi Zéro kamikaze (au fond à gauche) se jetant contre la coque du cuirassé le 11 avril 1945. Il n'a fait aucun blessé américain et a causé des dégâts mineurs.

## Étymologie et emploi
Kamikaze ou kamikazé (神風, de 神 (kami) « dieu » et 風 (kaze) « vent ») est un mot composé signifiant « vent divin » en japonais.

Kanjis formant le mot shinpū ou kamikaze.

La première occurrence du mot kamikaze se trouve dans les Annales du Japon (Nihon shoki), où il désigne le vent qui souffle sur la région d'Ise et le sanctuaire d'Amaterasu. On le retrouve ensuite dans L'Histoire du Japon (Dai-Nihon shi), où il désigne des typhons en partie légendaires qui, à l'époque de Kamakura, en novembre 1274 et en août 1281, auraient mis en déroute la flotte de Kubilai Khan et stoppé les tentatives d'invasions mongoles.

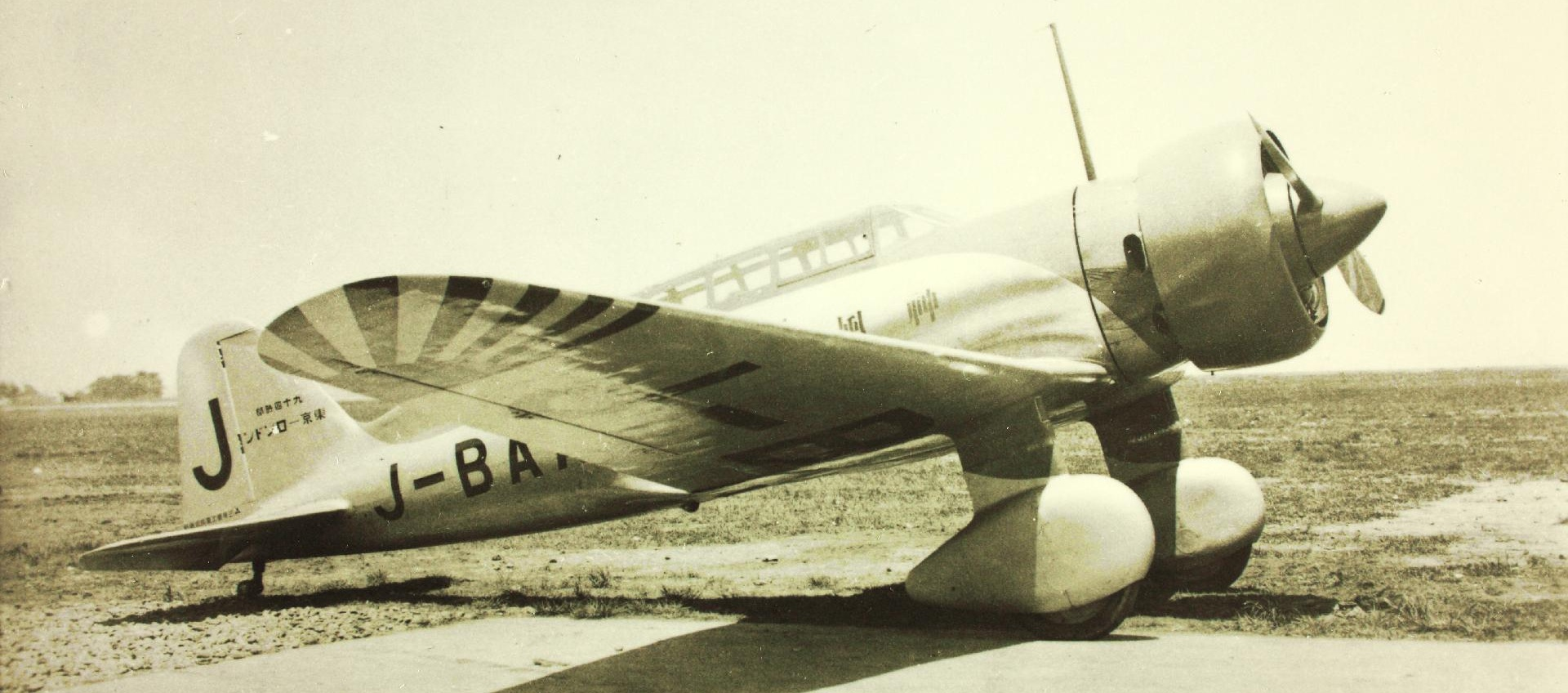
L'avion Mitsubishi Ki-15, kanjis inscrits au-dessus de l'aile, paré pour

Au cours de l'année 1937, l'avion Kamikaze piloté par Masaaki Iinuma (en) et Kenji Tsukagoshi (en) a fait sensation dans le monde et surtout au Japon pour avoir effectué, avec un Tokyo-Londres en moins de 100 heures, le vol record entre deux continents. De ce fait le mot kamikaze a été utilisé au Japon pour de la propagande au début de la Seconde Guerre mondiale, sans lien avec les attaques suicides.
Régulièrement utilisé en japonais dans le sens d'« intervention divine », le mot fut repris à l’automne 1944 par la Marine impériale japonaise pour désigner une Unité d'attaque spéciale (特別攻撃隊, Tokubetsu kōgekitai, souvent abrégé en Tokkōtai (特攻隊)) composée de pilotes devant projeter leur appareil sur des bâtiments ennemis (première sortie de combat le 21/10/1944). Par convention, le terme kamikaze désigne toutes les unités aux missions sans retour formées par les armées japonaises entre l’été 1944 et août 1945. Il y eut seulement quelques escadrilles de kamikaze qui chacune portèrent un nom symbolique comme Mitate (御楯, litt. « Bouclier auguste »), Kikusui (菊水, « Chrysanthème dans l'eau ») ou Yasukuni (靖国, « Pays apaisé »).
Dans l'armée, la prononciation des deux caractères composant le mot kamikaze était shinpū (しんぷう), prononciation sino-japonaise (ou on'yomi). La prononciation kamikaze fut utilisée en japonais dans les nouvelles cinématographiques dès novembre 1944. Plus naturelle, elle fait écho au sens historique du mot.
À partir de 1945, le mot se diffusa tel quel en anglais et dans d'autres langues. Après la Seconde Guerre mondiale, il fut rapidement utilisé dans un sens métaphorique pour qualifier des gens se sacrifiant pour une cause ou prenant des risques inconsidérés. Il désigne plus largement tout assaillant qui meurt délibérément au cours de son attaque. Au Japon en revanche, ce terme désigne exclusivement l'équipe militaire de la Seconde Guerre mondiale et n'est pas utilisé dans le sens occidental d'auteur d'un attentat-suicide.

## Historique

### Prémices
Ce type d'attaques aurait connu des antécédents lors de la guerre de Shanghai en 1932, une bataille qui oppose pendant plusieurs semaines l'armée japonaise et l'armée chinoise et durant laquelle trois jeunes Japonais équipés d'explosifs se seraient fait sauter dans les tranchées chinoises. Les médias japonais s’enflammèrent et ils furent qualifiés de « bombes humaines » (にくだんou 肉弾). La propagande s'empara du sujet et on publia des livres, un manga pour jeunes enfants, on peignit des tableaux, on commanda des statues de bronze, on organisa un concours de poèmes, on créa une chanson populaire à leur gloire. En réalité, il s’agissait d’une erreur de préparation et non d’un acte héroïque. Cela a été présenté comme étant possiblement la première fois que ce genre de phénomène soit apparu dans l'histoire de l'humanité.
Déjà auparavant, des pilotes de toutes nations s'étaient déjà écrasés sur une cible ennemie délibérément en plein combat. Ce geste n'était pas prémédité mais un pilote blessé ou à bord d'un appareil endommagé sans espoir de revenir n'avait plus rien à perdre et voulait dans un geste ultime infliger le plus de dégâts possibles à l'adversaire. Les aviateurs soviétiques utilisèrent abondamment la tactique de l'« abordage volontaire » en plein ciel d'un avion ennemi, à partir de l'attaque allemande surprise en juin 1941. Ils l'appelaient « attaque taran », du russe таран, « bélier ». En 1944, les appareils nippons et leurs pilotes étaient qualitativement et quantitativement inférieurs à ceux des États-Unis. Les formations aériennes japonaises se faisaient souvent décimer par les avions américains avant même d'avoir pu atteindre leurs cibles. Un seul coup au but sur un navire exigeait une grande expérience que peu d'aviateurs japonais possédaient.
C'est pourquoi germa l'idée chez certains d'entre eux que puisqu'ils n'avaient que peu de chance de survivre à une attaque, autant que leur mort ne soit pas vaine. Ils proposèrent alors de se jeter volontairement sur le pont des navires US avec leurs appareils armés d'une bombe. Au départ, cette idée fit peu d'écho à l'état-major de la marine impériale. L'élément déclencheur arriva le 15 octobre 1944 en pleine mer des Philippines. Le contre-amiral Arima ôta ses insignes de son uniforme devant ses subordonnés médusés et prit place dans un avion participant à l'attaque. Il jeta son appareil sur le porte-avion USS Franklin et le manqua de peu. Cet acte, bien que sujet à débat, finit de convaincre les plus récalcitrants. Le quartier général impérial, afin de freiner la poussée ennemie, décide de constituer une unité spéciale d'attaque (Tokkōtai) chargée par son sacrifice d'invoquer les Kami pour réitérer le miracle de 1274 (voir la section Étymologie).

### Engagement

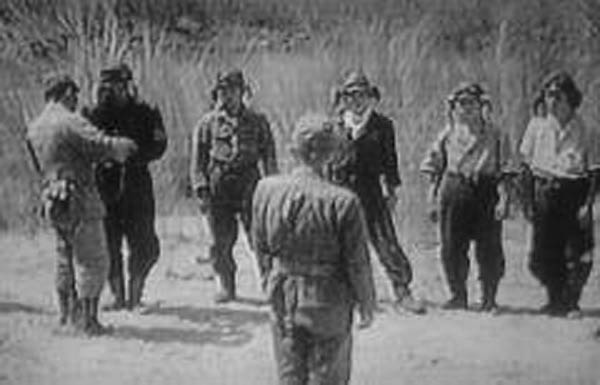
Seki et les hommes de l'unité « Shikishima » pendant le toast cérémonial, peu avant leur départ pour la première attaque-suicide.

La première apparition officielle des kamikazes a lieu pendant la bataille du golfe de Leyte le 25 octobre 1944. Leurs escadrons furent formés par le vice-amiral Takijiro Onishi. Cette première attaque fut réalisée par cinq « volontaires » commandés par le lieutenant Yukio Seki. Les kamikazes pilotaient des Mitsubishi A6M5 modèle 52 « Zéro » transportant chacun une bombe de 250 kg. Ils plongèrent délibérément avec leurs appareils sur les navires de la marine américaine et quatre des cinq pilotes engagés réussirent à toucher leurs cibles en infligeant d'importants dommages, notamment au porte-avions d'escorte USS Santee. Un des Zéros, vraisemblablement piloté par le lieutenant Seki, s'écrasa également sur le pont d'envol du porte-avions d'escorte USS St. Lo à 10 h 53. La bombe du chasseur explosa sur le hangar de pont bâbord. Il s'ensuivit un incendie et des explosions secondaires qui, à leur tour, firent sauter des torpilles et la réserve de bombes du navire. Le porte-avions d'escorte coula une demi-heure plus tard, 126 de ses hommes ayant été tués. En tout à Leyte, environ quarante[Combien ?] navires américains et alliés furent coulés de cette façon, et une centaine endommagés.[réf. nécessaire]

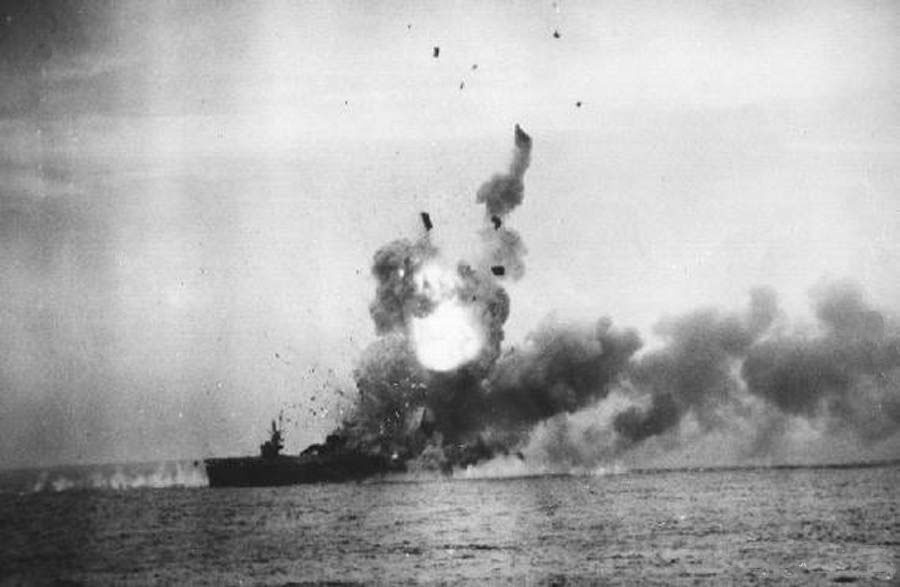
L' explose le 25 octobre 1944.

Forts de ces premiers succès, les Japonais ne reculèrent plus à la mise en place d'attaques suicides à grande échelle. Les unités de kamikazes était composée en majorité d'étudiants volontaires fraîchement appelés sous les drapeaux (ils avaient été épargnés jusque-là, devant constituer l'élite du futur empire). Ces cadets décollaient sans parachute et ne revenaient à leur base qu'en l'absence de navires ennemis. L'appel dans cette unité était à la fois un honneur important et une sentence de mort. Vers la fin de la guerre, l'entraînement était réduit à sept jours (deux jours pour apprendre le décollage, deux pour le pilotage et trois pour les tactiques d'attaque). Avant de partir en mission, le lieutenant Yukio Seki aurait déclaré ceci : « L'avenir du Japon est bien morne s'il est obligé de tuer l'un de ses meilleurs pilotes. Je ne fais pas cette mission pour l'Empereur ou l'Empire… Je la fais, car j'en ai reçu l'ordre ! ». Les plus grosses attaques auront lieu pendant la bataille d'Okinawa, lors des opérations Kikusui mettant en jeu plus de 400 avions-suicides, ainsi que les premiers Ohka. Lors de cette bataille, les kamikazes japonais coulent 20 navires (contre 9 par attaques conventionnelles) et en endommagent plus de 200 à des degrés divers.
Grande rivale de la marine, l'armée impériale créera elle aussi ses propres unités d'avion suicide sous le nom de Tokobtsu. À plusieurs reprises, des avions japonais se sont également jetés en plein vol sur d'autres avions américains, notamment des bombardiers lourds croisés en chemin.

## Cérémonial et motivation du kamikaze japonais
Au cérémonial de départ d'une attaque, les militaires vouaient allégeance à Hirohito, l'empereur du Japon, récitaient un tanka (短歌) comme poème d'adieu en référence au devoir de sacrifice puis buvaient l'ultime saké en se tournant dans la direction de leur région de naissance. Ils nouaient autour de leur front, par-dessus le casque de vol, un bandeau Hachimaki blanc orné d'un disque rouge, les couleurs du drapeau du Japon (Hinomaru). La variante Kyokujitsuki, drapeau de la marine impériale japonaise avec seize rayons entourant le disque rouge, existait aussi.
Cet acte de sacrifice s'accompagnait souvent d'un cri de guerre (comme au temps des samouraïs) pour se donner du courage — le fameux « Tennō heika banzai » (天皇陛下万歳!, signifiant littéralement « Longue vie à Sa Majesté impériale ! ») ou plus communément banzai, terme emprunté à la culture chinoise, tant utilisé ensuite au cinéma.
Les pilotes n’étaient bien souvent pas des nationalistes fanatiques, mais plus généralement de très jeunes soldats terrorisés. Ainsi le pilote Kikumi Ogawa note-t-il dans son journal : « Je priais pour ne pas être désigné […]. Ceux qui ne l’avaient pas été se réjouissaient secrètement, comme j’en avais fait l’expérience, prétendant regretter la situation ». L'état-major militaire et la pression sociale rendaient quasi-impossible le refus de la mission-suicide,.

## Engins kamikazes

### Modèles aériens
Les kamikazes utilisaient généralement des Mitsubishi Zéro ou tout autre appareil dépassé. En pratique, toutes sortes d'avions ont été utilisées, surtout des bombardiers en piqué ou bombardiers torpilleurs monomoteurs (noms de code alliés : KATE, VAL, etc.) plus maniables et rapides que des bombardiers lourds, donc ayant plus de chances d'échapper aux chasseurs d'interception américains.
Des modèles particulièrement rudimentaires ont même été créés exprès pour les attaques spéciales, comme le Nakajima Ki-115, particulièrement rustique.
On peut aussi citer le Yokosuka D4Y4, bombardier en piqué muni de fusées destinées à améliorer sa vitesse lors du piqué final.
La bombe volante pilotée (Yokosuka MXY-7 Ohka) a été conçue spécialement pour les attaques-suicides.
Les Japonais ont également utilisé des parachutistes kamikazes, qui la plupart du temps subissaient de lourdes pertes pour des résultats négligeables. On peut néanmoins citer une attaque réussie : celle de l'aérodrome de Yontan. Neuf appareils emportant chacun 14 paras y ont participé. Quatre appareils ont été abattus en chemin, et quatre autres, par la DCA de l'aérodrome. Dix paras ont pu s'échapper du dernier appareil et se sont précipités vers les avions américains. Ils ont détruit 9 appareils et en ont endommagé 26 autres, tout en brûlant 265 000 litres de carburant, en tuant deux marines et en faisant 18 blessés.

### Modèles maritimes
Il existait aussi :
- des vedettes rapides (shin'yō) ;

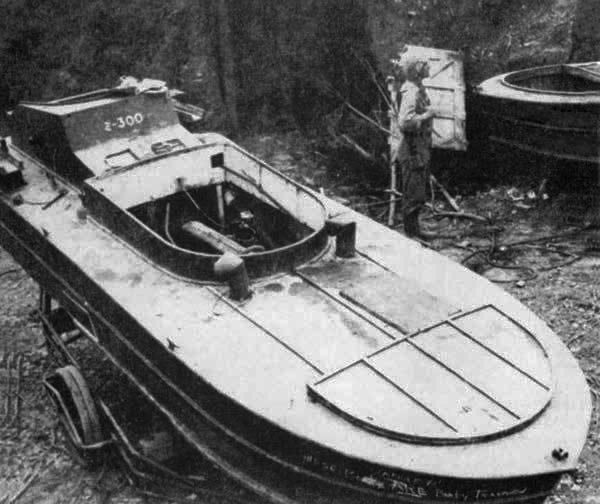
Une vedette suicide shin'yō.

- des sous-marins de poche suicides (kōhyōteki, kōryū et kairyū) ;
- des torpilles humaines monoplaces à turbines appelées kaiten (回天?, départ vers le ciel en japonais).

Mais les résultats furent décevants pour l'amirauté japonaise. Il est cependant à noter que les pilotes des vedettes rapides et des kaiten n'étaient pas tous prêts à mourir. Ces engins étaient en effet équipés d'une « trappe d'évacuation rapide » censée permettre au pilote d'échapper à la mort. Cependant, elle était en pratique inutilisable à grande vitesse.
Après la guerre, l'image des kamikazes au Japon devint ambivalente, à la fois celle d'un passé que le pays voulait abandonner et un pilier de la tradition pour les plus conservateurs.

### Autres pays
Quel que soit le pays auquel appartient le pilote qui se jette sur sa victime, les attaques-suicides sont le plus souvent menées dans une atmosphère de catastrophe et d'action de la dernière chance devant un ennemi toujours plus nombreux et en apparence invincible.
À la fin de la Seconde Guerre mondiale, le Japon ne fut pas le seul pays à prendre ce genre d'initiatives. En octobre 1944, sous le régime nazi, Goering fit appel en dernier recours à des unités aériennes qui devaient s'écraser sur des objectifs alliés lors de l'invasion du Reich. Toutefois, cette action ne fut mise en pratique que de manière très minoritaire par rapport aux frappes massives de l'armée japonaise. De plus, certains pilotes désobéirent à ces ordres, la notion d'honneur n'étant pas comparable avec la vision japonaise. Néanmoins, plus d'une centaine de jeunes pilotes de la Luftwaffe se sont portés volontaires ; seuls six d'entre eux ont survécu. Les opérations suicides depuis des avions étaient menées par l'Escardon Leonidas (en), en allemand: Selvopofrelsekommando Leonidas, (du nom du roi de Sparte, qui s'est "sacrifié" lors de la bataille des Thermopyles) qui appartenait au Kampfgeschwader 200. Cet escadron était doté de Fieseler Fi 103, une V1 agrandie et équipé d'un poste de pilotage. Cet appareil se rapproche beaucoup de l'Ohka japonaise, puisqu'il était largué depuis un avion et possédait aussi un système de propulsion autonome, le pulsoréacteur de la V1. Les Ohka pouvaient être aussi équipées de systèmes de propulsions: moto-réacteurs, turboréacteurs, moteur-fusée ou planer.
La principale différence entre la doctrine nazie et japonaise sur ces appareils suicides est le rapport au sacrifice et au suicide. Beaucoup moins mis en avant en Allemagne, les pilotes avaient donc la possibilité de sauter avant l'impact, bien que cette manœuvre soit pratiquement impossible.
Quelques initiatives similaires eurent lieu pendant la Première Guerre mondiale et surtout la Seconde Guerre mondiale :
- des pilotes russes et allemands sectionnaient les ailes des avions ennemis avec leurs propres ailes ou entraient volontairement en collision avec l'appareil adverse ; pour ces actions sur le front de l'Est, on parle d'attaque taran ;
- certains pilotes de la Royal Air Force projetèrent leur avion contre les V1 allemands pour les empêcher de s'écraser sur la Grande-Bretagne, ou les tirèrent à bout portant et furent détruits par l'explosion de la bombe. C'est ainsi que Jean Maridor, des Forces aériennes françaises libres, perdit la vie[24].

## Bilan

### Méthodes terrestres
Il n'existe aucun bilan, car elles n'étaient pas, sauf exceptions, le fait d'unités spécifiques.
En dehors des charges banzaï suicides qui commencèrent à la bataille d'Attu, leur impact fut limité : par exemple, la mine lunge antichar n'avait permis de détruire aucun char au début 1945.

### Méthodes aériennes et maritimes anti-navires

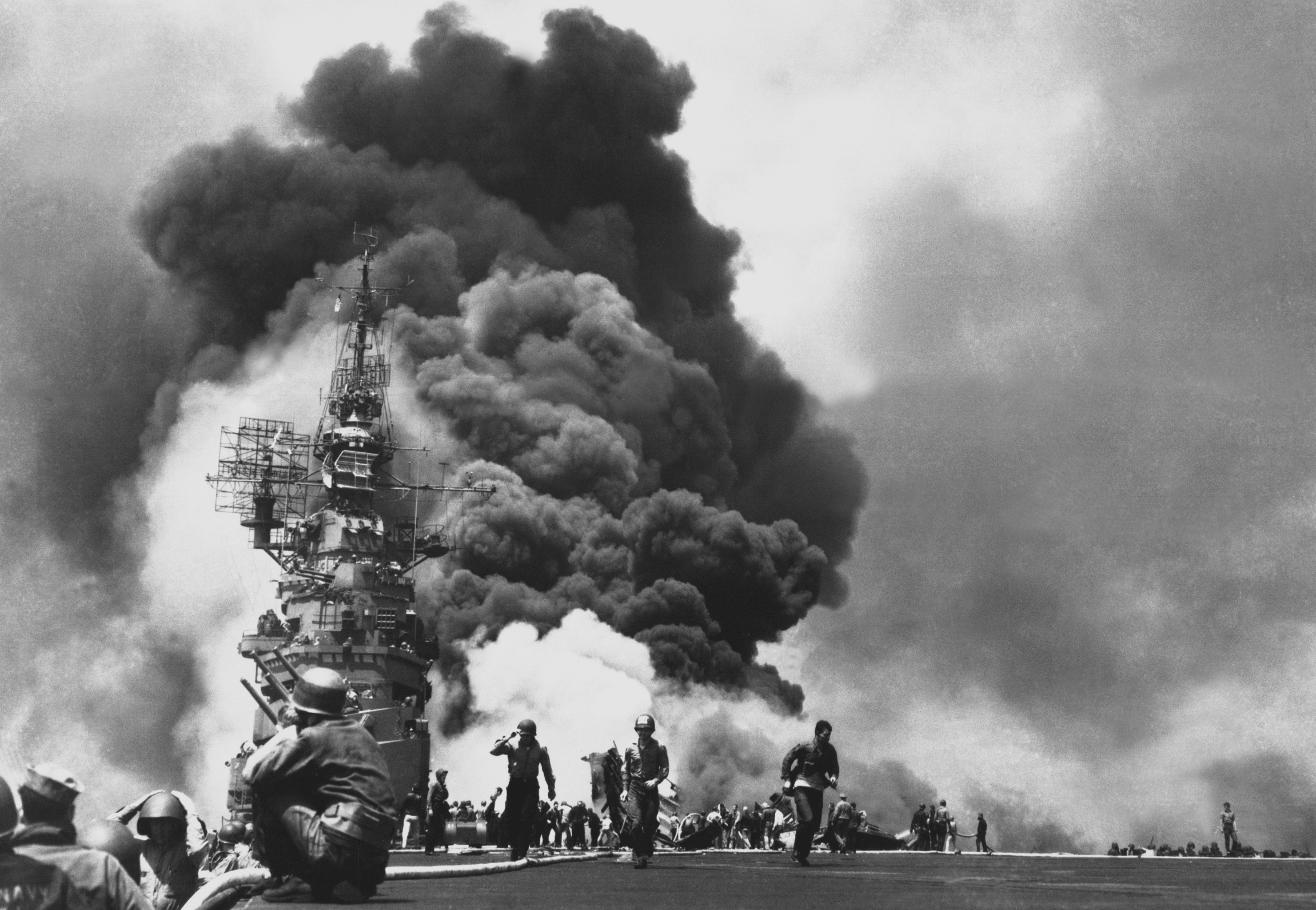
L’ venant d’être touché par les kamikazes Seizō Yasunori et Kiyoshi Ogawa le 11 mai 1945, qui ont fait 389 tués et 264 blessés américains. Navire en réparation quatre mois.

Environ 4 900 marins furent tués et 4 800 blessés, presque exclusivement américains, par environ 1 000 avions qui réussirent à passer les patrouilles d'avions de chasse, et accessoirement par d'autres attaques-suicides (vedettes, sous-marins de poche).
Les pertes américaines se montent à environ 47 navires coulés (3 porte-avions d'escorte, 14 destroyers, 10 navires de transports divers, 14 embarcations de débarquement, 3 dragueurs de mines, 1 chasseur de sous-marin et 2 vedettes PT). Aucun navire d'importance ne fut coulé (les porte-avions d'escorte sont de 3e classe, après ceux de flotte et les porte-avions légers).

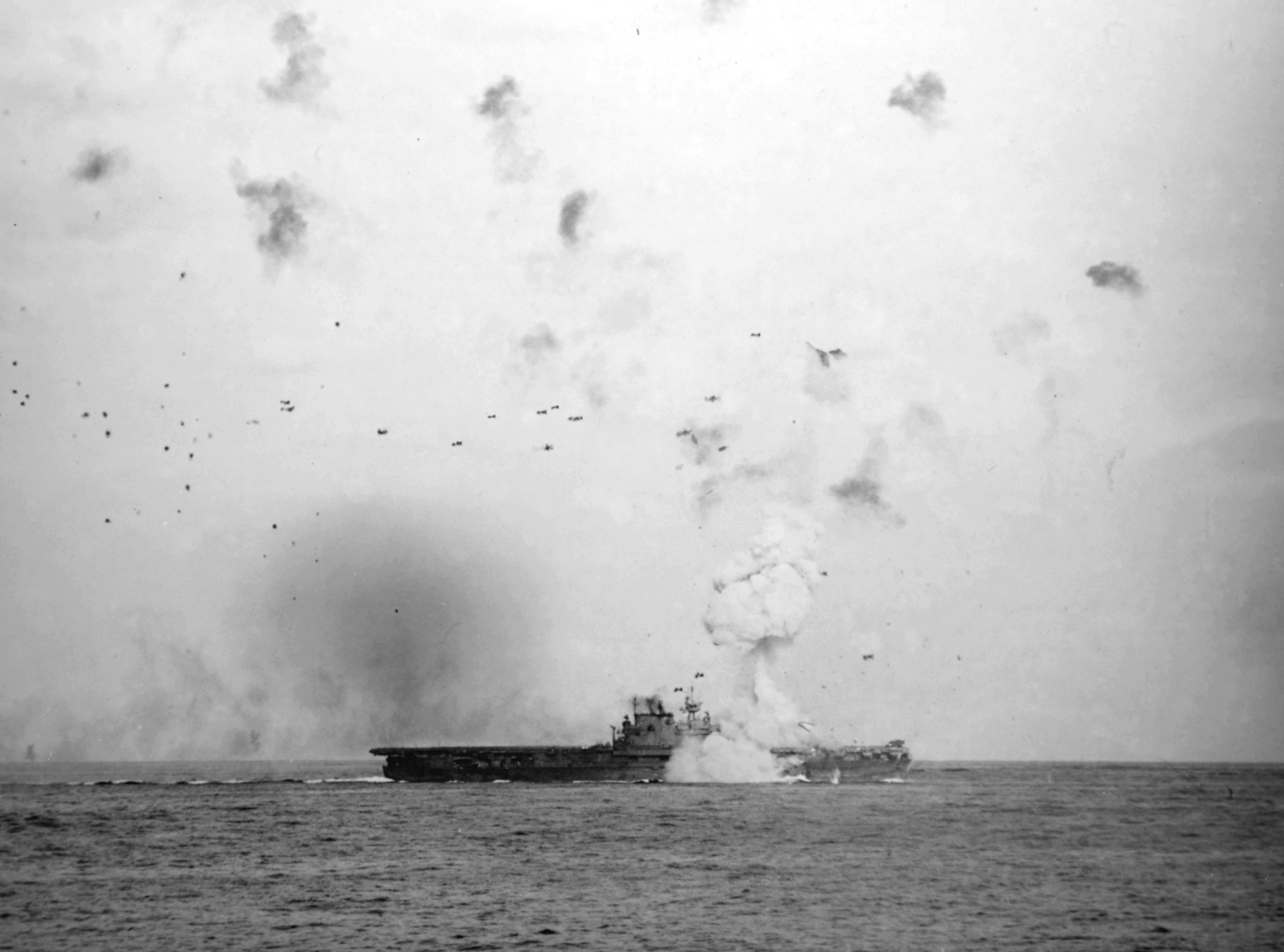
Le porte-avions, touché par le kamikaze Shunsuke Tomiyasu, le 14 mai 1945. Treize morts, 34 blessés. Bâtiment hors service quatre mois.

Par ailleurs, environ 368 frappes endommagèrent des navires alliés (certains plusieurs fois, liste (en)) dont 6 fois des britanniques, 4 fois des australiens et 1 fois un norvégien. Parfois les navires ne furent pas remis en état.
Ces pertes, bien que considérables, en particulier pendant la bataille d'Okinawa, n’entravèrent pas la marche des Alliés.
Les pertes japonaises furent encore plus considérables : au moins 14 009 tués rien que pour les unités kamikazes :
- 2 531 pilotes d'avions (dont 55 sur avion-fusée Ohka et 365 membres d'équipage des Betty porteurs) de la Marine ;
- 1 417 pilotes d'avions de l'armée de terre ;
- 3 751 marins de la 2e flotte engagés dans l'opération Ten-Gō du Yamato ;
- 1 081 pilotes et 1 446 de troupes de soutien des vedettes Shin'yō de la Marine ;
- 263 pilotes et 1 573 de troupes de soutien des vedettes Maru-Re de l'armée de terre ;
- 440 membres des équipages et des troupes de soutien des sous-marins de poche Ko-hyoteki de la Marine (unité nommée Kamikaze avant-guerre mais non prévus comme suicides même si les pertes furent extrêmement élevées) ;
- 104 pilotes et 1 083 de troupes de soutien (essentiellement les équipages de sous-marins porteurs) des sous-marins Kaiten de la Marine ;
- Méthode terrestre : 100 parachutistes de l'unité Giretsu Kuteitai de l'armée de terre ;
- Méthode terrestre : 9 membres d'équipage avec deux chars chargés d'explosifs Type 95 Ha-Go et Type 97 Chi-Ha de l'armée de terre (17 avril 1945 à Baguio dans les Philippines, commandés par Niwa Harukazu, 10e régiment de chars. Deux M4 Sherman détruits) ;
- Méthode terrestre pour partie : 177 autres membres de l'aviation de l'armée de terre (notamment les équipages transportant les parachutistes) ;
- 34 autres tués (suicides après la capitulation notamment celui de Matome Ugaki, 701e naval air group, etc).

Ce total comprend les pertes lors d’entraînement, bombardements américains, etc., mais uniquement des unités kamikazes. Il ne comprend pas les milliers de tués des missions effectuées en soutien par des unités non-kamikaze (escortes, transports, etc). Le total général doit dépasser les 17 000 tués dont moins de 5 000 kamikazes proprement dit (dont la réussite de la mission impliquait la mort).
Matériellement les pertes matérielles des unités kamikazes se chiffrent en milliers d'avions, en centaines de vedettes et sous-marins de poche, une dizaine de sous-marins, le cuirassé Yamato, un croiseur léger et divers autres navires moins importants. Les pertes des unités non-kamikaze de soutien comprennent des navires transportant du matériel aux Philippines ou à Okinawa notamment les porte-avions Shinano (6 Shin'yō et 50 Ohka pour les Philippines et Okinawa, coulé, 1 435 morts), Unryū (30 Ohka pour les Philippines, coulé, 1 239 morts) et Ryūhō (58 Ohka livrés à Taïwan, hors service, 20 tués, 30 blessés).

## Acception moderne

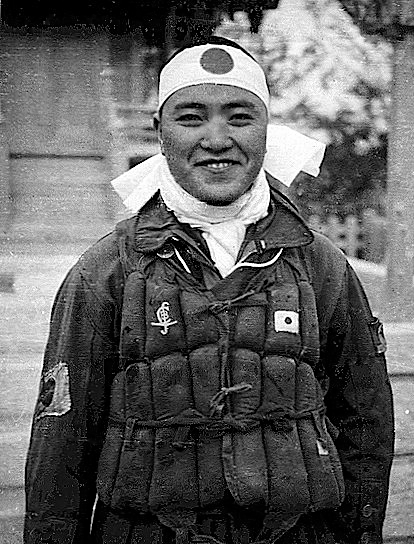
L'enseigne Kiyoshi Ogawa, qui envoya son avion sur le lors d'une mission kamikaze le 11 mai 1945.

Le terme « kamikaze » a rapidement pris le sens général d'« auteur d'un attentat-suicide », et il est parfois utilisé encore de nos jours pour désigner un suicidaire-meurtrier, quelqu'un qui cherche sa propre mort et celle d'autres personnes.
Cependant, il faut souligner la différence forte entre l'action des kamikazes japonais durant la Seconde Guerre mondiale et celle de divers groupuscules terroristes utilisant les attentats-suicides comme moyen pour parvenir à leurs fins. En effet, si les premiers faisaient partie d'une armée régulière et s'en prenaient à des objectifs militaires, essentiellement les navires de guerre puissamment armés d'une nation ennemie et ce dans le cadre d'un conflit militaire, les seconds ciblent le plus souvent des civils sans défense, en dehors de tout conflit déclaré, ce qui les place clairement en dehors du droit de la guerre. On peut également mettre en évidence le fait que les kamikazes japonais sacrifiaient leur vie pour une cause militaire et patriotique, là où les motifs des groupes terroristes englobent une plus large plage d'idéologies, notamment religieuses. En 2015, un groupe de survivants japonais s'est d'ailleurs plaint publiquement dans les colonnes du Tokyo Shimbun de cet usage occidental du terme.
Norbert Wiener a déclaré en 1947 qu'il ne travaillerait plus sur les missiles guidés, dont « l'usage ne peut être que de tuer sans distinction des civils, » et dont « le seul effet ne peut être que de répandre la manière kamikaze de se battre ».
Le drone suicide, également nommé drone kamikaze, est apparu dans les années 2000.
Plus anecdotiquement, kamikaze est également le nom d'un cocktail.

## Dans la culture

### Romans
- Pascale Roze, Le Chasseur Zéro, éditions Albin Michel, 1996, prix Goncourt la même année.
- Nicole Roland, Kosaburo, 1945, Actes Sud, 2011.
- Jean-Jacques Antier, La fiancée du kamikaze, Calmann-Lévy, 2014.

### Films
- Kamikaze : Assaut dans le Pacifique (俺は、君のためにこそ死ににいく en japonais) de Taku Shinjō (2007).
- Kamikaze, le dernier assaut (永遠の0 en japonais) de Takashi Yamazaki (2013)

### Mangas
- Sur la colline, où poussent encore ces fleurs... , une histoire d'amour entre une lycéenne et un kamikaze[33].
- Tsubasa, les ailes d'argent, un manga traitant des kamikazes

### Musique
- Kamikaze est le dixième album du rappeur américain Eminem, la cover de l'album met en image un F-86A, Inspiration de Licensed to Ill